# Kevin Allen
Kevin Allen, né le 15 septembre 1962 à Swansea au pays de Galles, est un scénariste, réalisateur, producteur de télévision et acteur britannique.

## Carrière
En 1997, il réalise et écrit la comédie galloise Twin Town. En 1999, il a également créé les films The Big Tease et Agent Cody Banks. Puis, il a réalisé en 2004 le film Cody Banks, agent secret 2 : Destination Londres qui a eu beaucoup de succès à cette époque. Kevin a aussi écrit et réalisé plusieurs documentaires pour la BBC dans les années 1990.

## Vie personnelle
Il est le frère cadet du comédien Keith Allen et l'oncle de la chanteuse pop Lily Allen et de l'acteur Alfie Owen-Allen.

## Filmographie

### Comme acteur
- 2007 : Benidorm (série télévisée - 1 épisode)
- 2000 : The Skulls : Société secrète ; Garde de sécurité (film)
- 1999 : The Big Tease ; Gareth Trundle (film)
- 1999 : Toy Boys ; Scrabble Man (film)
- 1997 : Spice World (film)
- 1996 : Trainspotting

### Comme réalisateur
- 1991 : Video Diaries (série télévisée)
- 1997 : Twin Town
- 1999 : The Big Tease (en)
- 2004 : Cody Banks, agent secret 2 : Destination Londres
- 2007 : Benidorm (série télévisée)
- 2013 : Flat Lake
- 2013 : Y Syrcas
- 2015 : Under Milk Wood